# Jan Baalsrud
Jan Sigurd Baalsrud, född 13 december 1917 i Kristiania (Oslo), död 30 december 1988 i Kongsvinger, Norge, var en norsk instrumentmakare och motståndsman under andra världskriget.

## Biografi
Baalsrud flyttade från Oslo till Kolbotn i början av 1930-talet, där han levde fram till 1950-talet. Han utexaminerades som instrumentmakare 1939. Under den tyska invasionen av Norge 1940 deltog han som sergeant i strider i Østfold. Han flydde senare till Sverige och internerades i Filipstad.
Baalsrud blev kvar i Sverige som norsk flykting efter att de övriga norrmännen fått återgå till det ockuperade Norge sommaren 1940. Han var då kurir mellan Norge och Sverige för brittiska legationen i Stockholm. Under hösten 1940 greps han av svensk polis och dömdes till fängelse för spioneri. År 1941 utvisades han från Sverige, och tog sig via Sovjetunionen, Afrika och USA till England, där han anslöt sig till Kompani Linge.
Baalsrud är mest känd för sin dramatiska flykt från Rebbenesøya i Karlsøy (då Helgøy kommun) till Sverige under våren 1943, efter ett misslyckat landstigningsförsök med fiskefartyget MK "Bratholm I", som hade kommit från Shetland (Operation Martin Röd). Rebbenesøy är beläget på Ringvassøya norr om Tromsø. Uppdraget var att organisera sabotagegrupper längs kusten. Dessutom hade de med sabotageutrustning, som skulle användas för att förstöra tyska förläggningar på Bardufoss.
Medan båten den 29 mars 1943 låg i Toftefjord på den nordöstra sidan av Rebbenesøy angavs gruppen ombord av en handelsman så att de överraskades av en tysk patrullbåt som skickats till platsen. Lingemännen gick då i jollen och sänkte "Brattholm". Vid explosionen sjönk även jollen, och de som var ombord fick simma i land. En man sköts på plats och en sårades och dog på väg till Tromsø. En annan avled senare på St. Elisabeth Hospital i Tromsø för skador han hade lidit genom tortyr. De åtta andra fördes till Tromsø där de förhördes och torterades av tyskarna innan de avrättades på Grønnåsens skjutfält den 2 april 1943. Baalsrud var den enda som lyckades fly, barfota och sårad.
Baalsrud överlevde tack vare många hjälpare längs med flyktvägen, som vårdade honom och förde honom bit för bit mot friheten. Han ådrog sig svåra köldskador i fötterna och fick delvis dras på släde genom brant bergig terräng i Manndalen i Kåfjords kommun. Efter att han i över två månader på flykt gömt sig för ockupationsmakten kom han till Sverige den 1 juni 1943. På grund av de skador som han ådrog sig blev han delvis förlamad och kom aldrig tillbaka i aktiv tjänst. Efter kriget arbetade han som instrumentbyggare. Vid Baalsruds död blev han, på egen begäran, begravd i Manndalen.

## Hedersbetygelser
Baalsrud blev ordförande i Krigsinvalideforbundet och blev för sina insatser utsedd till hedersmedlem i föreningen 1964. Han fick St. Olavs medalj med ekegren, Deltagarmedaljen och Haakon VII:s 70-årsmedalj, samt blev utsedd till medlem av Order of the British Empire (MBE).

## Eftermäle
Baalsrudmarschen följer Jan Baalsruds 200 km långa flyktväg under en veckas tid varje år. År 2008 invigdes Jan Baalsrud plats i Kolbotns centrum. Flera böcker, filmer och TV-program har dramatiserat Baalsruds upplevelser under andra världskriget. Mest känd är den Oscarsnominerade filmatiseringen Nio liv från 1957 av Arne Skouen med Jack Fjeldstad som Baalsrud. År 2016 spelade filmaren Harald Zwart in filmen Den tolfte mannen med Thomas Gullestad som Baalsrud.